# Immeuble Bergeret
Pour les articles homonymes, voir Bergeret.
L'hôtel Bergeret est un hôtel particulier dessiné dans le style École de Nancy par l'architecte Lucien Weissenburger.
Construits entre 1903 et 1905 pour l'imprimeur Albert Bergeret, les murs accueillent aujourd’hui des services de l'Université de Lorraine.

## Situation
Le bâtiment est situé 24 rue Lionnois à Nancy.

## Description

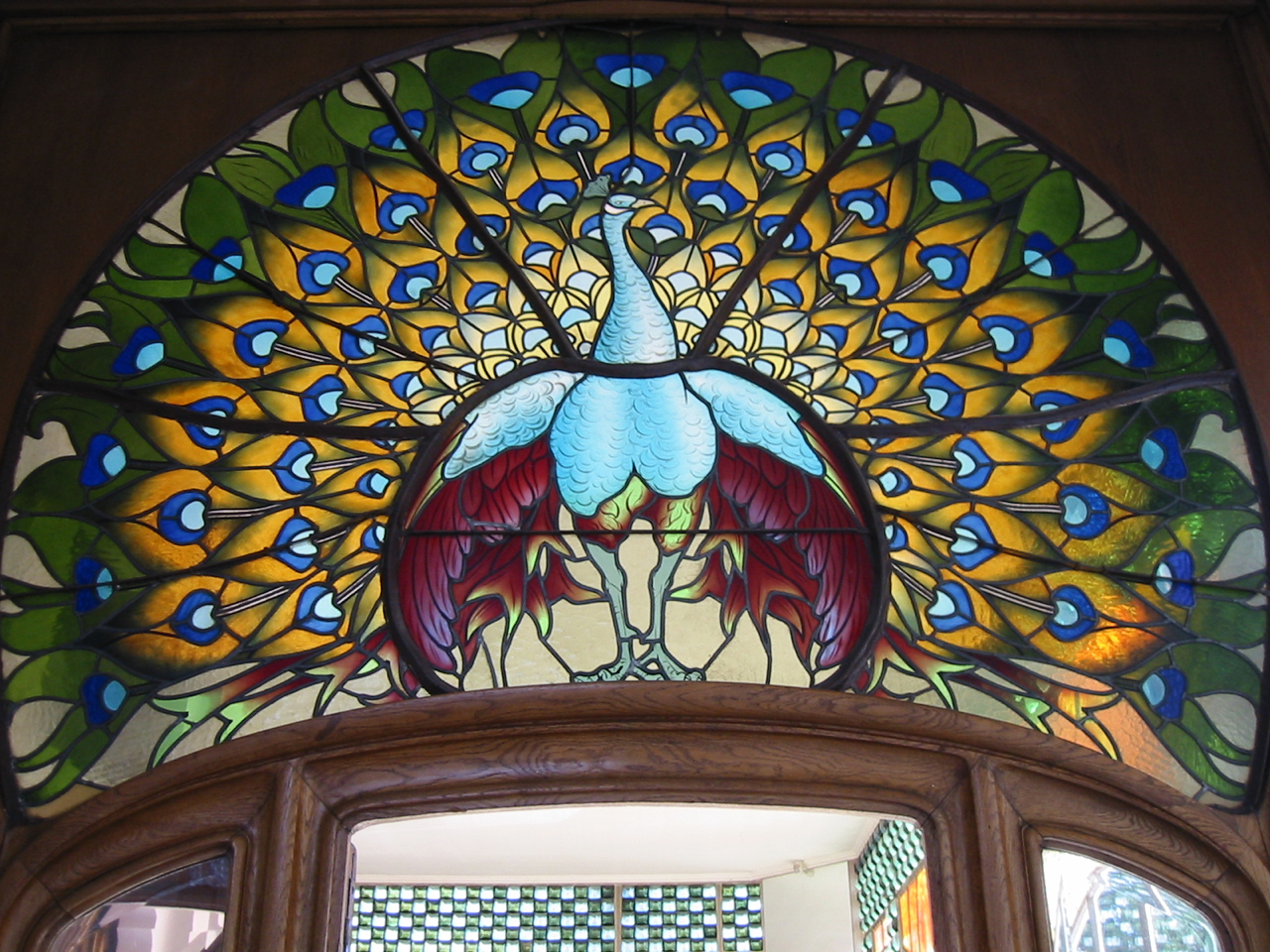
Vitrail de Joseph Janin dans le jardin d'hiver de l'hôtel Bergeret.

L'hôtel Bergeret présente une façade animée. Une structure métallique novatrice renforce les planchers. L'union des arts est ici pleinement réalisée, puisque Louis Majorelle, Eugène Vallin, Victor Prouvé, Joseph Janin et Jacques Grüber participent à la finition de l'édifice. Louis Majorelle réalise les grilles du portail, aujourd'hui disparues, la porte d'entrée, la rampe d'escalier et les balcons. Le portail, aujourd'hui détruit, présentait une décoration stylisée, à la symétrie marquée, portant des monnaies du pape. Le reste de la clôture, déplacé à Ménil-Flin, permet de s'en faire une idée. La ferronnerie architecturale, encore en place, présente aussi une structure décorative portant des pièces de tôle découpées.
La monnaie du pape constitue le thème décoratif rassembleur. La décoration végétale de la ferronnerie est moins exubérante qu'à la villa Majorelle, plus structurée. Grâce à une restauration assez récente, l'intérieur de l'édifice et les ferronneries sont en excellent état.
L'ébéniste et ferronnier Louis Majorelle fournit l'ensemble des ferronneries et la cheminée du salon. L'ébéniste Eugène Vallin réalise la cheminée du cabinet de travail, le plafond et la cheminée de la salle à manger. Le peintre verrier Jacques Grüber réalise cinq verrières :
- au rez-de-chaussée pour le petit salon
- dans le cabinet de travail
- pour le jardin d'hiver le vitrail en plafond
- dans le hall
- au premier étage celui garnissant la baie sur la terrasse

Le peintre verrier Joseph Janin exécute trois ensembles de verrières : au rez-de-chaussée celles du jardin d'hiver, aux premier et deuxième étages, celles des impostes des portes, la verrière en imposte dans la cloison vitrée du jardin d'hiver provient de l'usine. Enfin le peintre Victor Prouvé exécute la grande toile du plafond du hall actuellement déposée.
Les ferronneries extérieures sont réalisées par Eugène Soutif .

## Classement
Il a été inscrit aux monuments historiques le 15 janvier 1975 pour ses façades et toitures, puis le 4 mai 1994 dans son intégralité, avant d'être classé le 5 juillet 1996.

## Apparitions
En 2012, plusieurs scènes du film L'Étrange Couleur des larmes de ton corps y ont été tournées, ainsi qu'à la villa Majorelle.